# Бурнюш
Бурнюш (баш. Бурныш) — деревня в Краснокамском районе Республики Башкортостан Российской Федерации. Входит в состав Новокаинлыковского сельсовета.

## География

### Географическое положение
Расстояние до:
- районного центра (Николо-Берёзовка): 62 км,
- центра сельсовета (Новый Каинлык): 12 км,
- ближайшей ж/д станции (Нефтекамск): 55 км.

## Население
| 2002 | 2009 | 2010 |
| ---- | ---- | ---- |
| 160  | ↗195 | ↗197 |

Национальный состав
Согласно переписи 2002 года, преобладающая национальность — марийцы (94 %).